# وسندن
وسندن (به لاتین: Vassenden) یک سکونتگاه مسکونی در نروژ است که در Jølster واقع شده‌است.

## خصوصیات
وسندن ۰٫۳۷ کیلومترمربع مساحت و ۳۷۴ نفر جمعیت دارد و ۲۱۵ متر بالاتر از سطح دریا واقع شده‌است.